# Bulwar Peryferyjny Paryża
Bulwar Peryferyjny Paryża (fr. Boulevard périphérique de Paris, inne nazwy: Boulevard périphérique, le Périphérique, le Périph, BP) – dwujezdniowa, kilkupasowa droga długości 35,04 km, zbudowana w latach 1956–1973, stanowiąca śródmiejską obwodnicę Paryża (okalającą miasto ze wszystkich stron). Jezdnia od strony śródmieścia nosi nazwę Boulevard Périphérique Intérieur (wewnętrzna), zaś jezdnia od strony przedmieść Boulevard Périphérique Extérieur (zewnętrzna).

## Informacje ogólne
Bulwar Peryferyjny prawie w całości przebiega wzdłuż granic administracyjnych stolicy Francji. Na większości trasy posiada po cztery pasy ruchu w każdą stronę (pomiędzy węzłami: Porte de Montreuil i Porte de Bagnolet wybudowano po pięć pasów ruchu na każdej z jezdni). W jego ciągu zlokalizowane są 23 tunele o długości powyżej 100 m, w tym 7 tuneli przekraczających 300 m (dwa najdłuższe to tunnel du Parc des Princes i tunnel du lac supérieur, liczące po 580 m). W 2010 drogą tą – w zależności od odcinka – przemieszczało się 104–262 tys. pojazdów dziennie. Około 10% obwodnicy jest pokryta nawierzchnią zmniejszającą poziom hałasu. Bulwar to najbardziej obciążony ruchem odcinek sieci drogowej we Francji. Jest krytykowany – tworzy barierę, oddzielając śródmieście od przedmieść. Z punktu widzenia francuskiego kodeksu drogowego nie jest autostradą ani drogą ekspresową, mimo posiadania parametrów autostrady, w szczególności braku jakichkolwiek kolizyjnych skrzyżowań (jednopoziomowych). Ograniczenia związane z gęstą zabudową miejską utrudniają przeprowadzenie zmian, aby poprawić płynność ruchu. Bulwar Peryferyjny jest uzupełnieniem dla Bulwarów Marszałków, które tworzą miejską obwodnicę Paryża.
Arteria wyposażona jest m.in. w telefony alarmowe.

## Szczególne zasady ruchu
Zgodnie z klasyfikacją dróg we Francji, Bulwar Peryferyjny jest drogą komunalną (odpowiednik polskiej drogi gminnej), nie przypisano mu jednak żadnego numeru ewidencyjnego.
- Od 10 stycznia 2014 prędkość maksymalna pojazdów jest ograniczona do 70 km/h na całej długości drogi, zgodnie ze specjalnym artykułem francuskiego kodeksu drogowego[2]. Wcześniej prędkość maksymalna wynosiła 80 km/h, a do 27 lipca 1993 obowiązywało ograniczenie prędkości do 90 km/h;
- Ruch na tej drodze odbywa się według specyficznych, właściwych tylko dla niej reguł, bowiem pojazdy wjeżdżające na Bulwar mają pierwszeństwo przed znajdującymi się już na nim. Zasada ta wynika z następujących powodów:
  - kulturowego – obowiązuje zasada „pierwszeństwa dla nadjeżdżających z prawej”,
  - praktycznego – pasy dla włączających się do ruchu na Bulwarze są stosunkowo krótkie, ponieważ droga prowadzi przez tereny silnie zurbanizowane,
  - płynności ruchu – bardzo duże natężenie ruchu na Bulwarze powoduje, że w przypadku konieczności ustępowania pierwszeństwa przez włączających się do ruchu szanse wjazdu na Bulwar byłyby praktycznie zerowe.

## Bramy
Węzły drogowe, łączące Bulwar Peryferyjny z innymi drogami nazywa się „bramami” (fr. porte). Sześć z nich stanowi węzły początkowe autostrad.

## Historia
Budowa drogi rozpoczęła się w 1956 roku wzdłuż pozostałości paryskich fortyfikacji, a zakończono ją w 1973 roku. W lutym 2004 zainstalowano na nim cztery pierwsze fotoradary. W 2005 liczba tych urządzeń wzrosła do ośmiu. W 2013 wymieniono je na fotoradary nowego typu.

## Statystyka
Bulwar Peryferyjny w liczbach:
- Długość: 35,04 km
- Długość odcinków dojazdowych : 54 km
- Szerokość: 35 m
- Całkowita powierzchnia: 1,38 km²
- Całkowita liczba wjazdów/zjazdów: 156
- Liczba węzłów z autostradami: 6
- Liczba pozostałych węzłów: 44
- Ekrany dźwiękochłonne: 6 845 m długości, powierzchnia całkowita 28 275 m²
- Źródła światła: 38490 sztuk, co daje ponad 1000 szt. na km
- Kamery telewizji przemysłowej: 99
- Czujniki ruchu pojazdów: 759
- Punkty zliczania pojazdów: 199
- Liczba fotoradarów: 16
- Panele informacyjne: 324
- Powierzchnia w wykopie: 40% trasy, z czego kilka odcinków krytych, ponadto 30% trasy w tunelach

## Galeria

Mapa paryskiego Bulwaru Peryferyjnego.
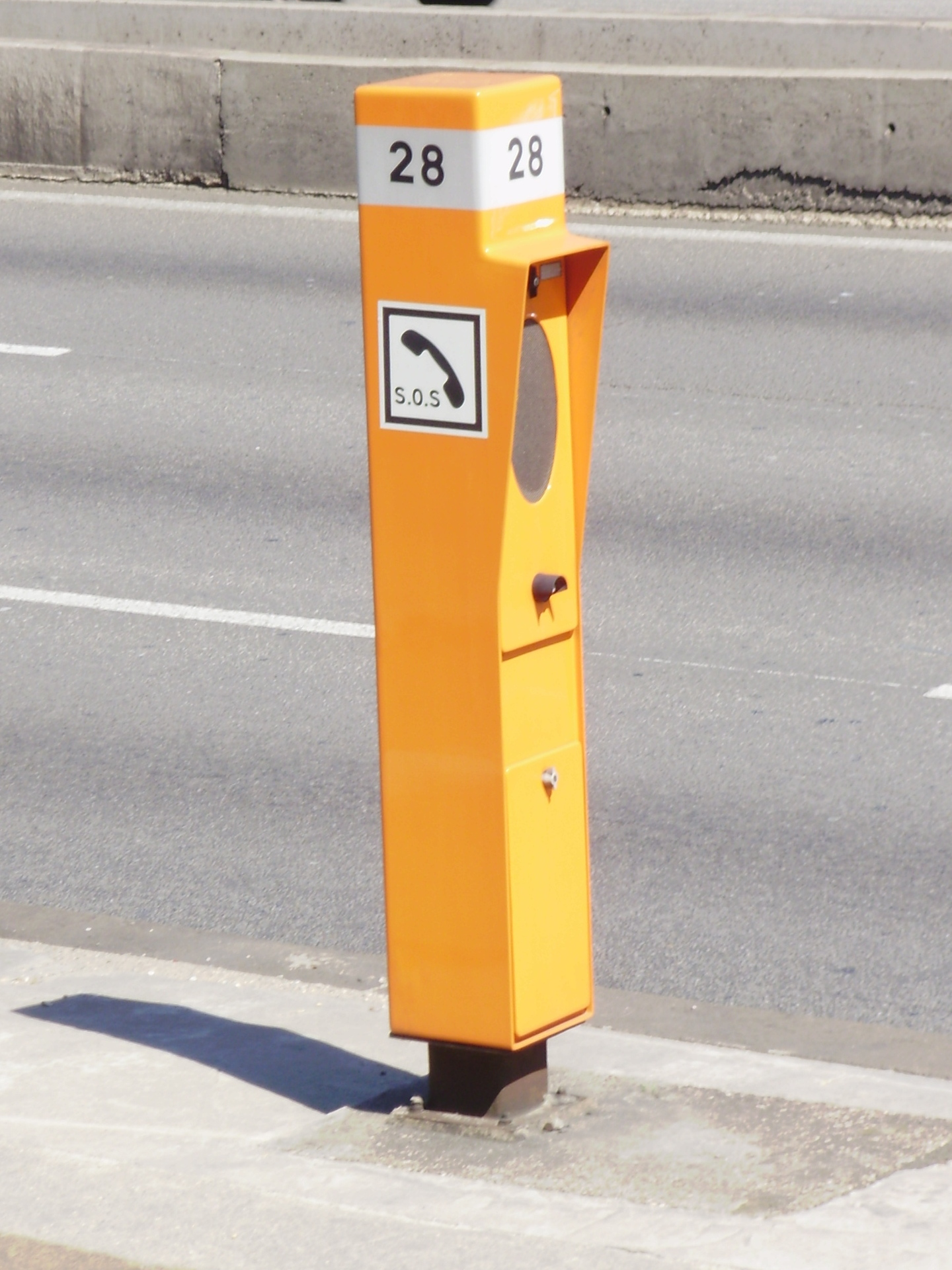
Telefon alarmowy przy Bulwarze
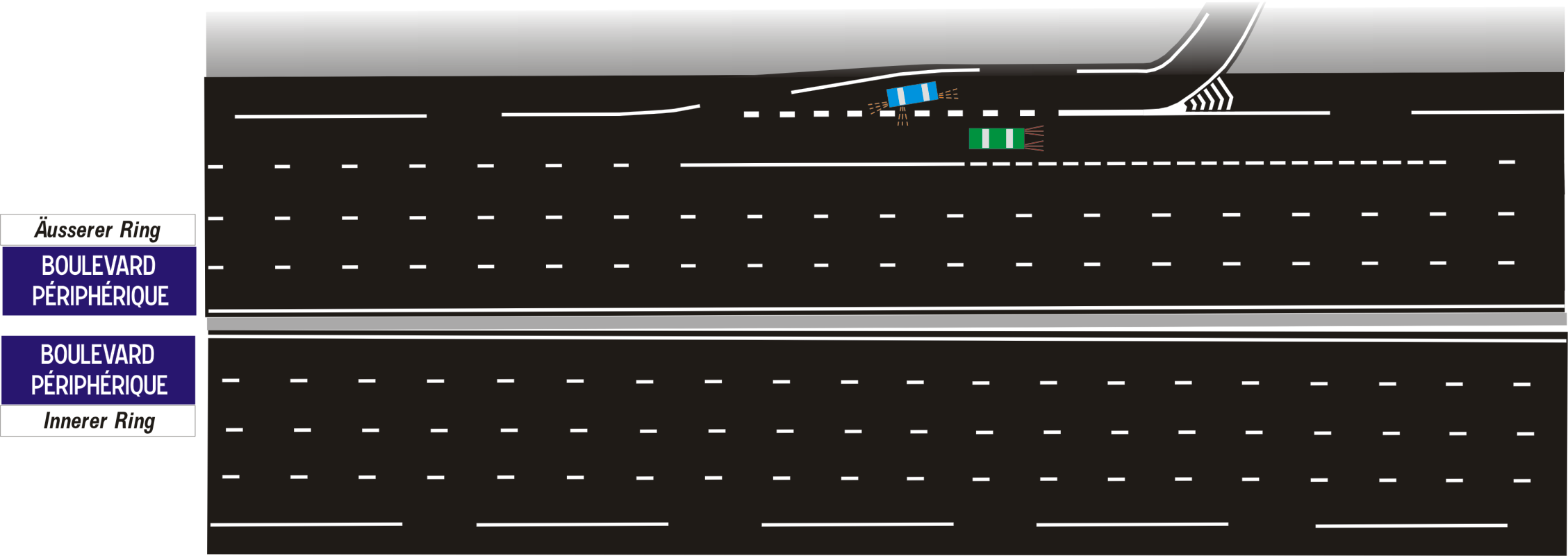
Ilustracja przedstawiająca jedną ze szczególnych zasad ruchu na Bulwarze – pojazd wjeżdżający na drogę ma pierwszeństwo przed tym już poruszającym się po niej
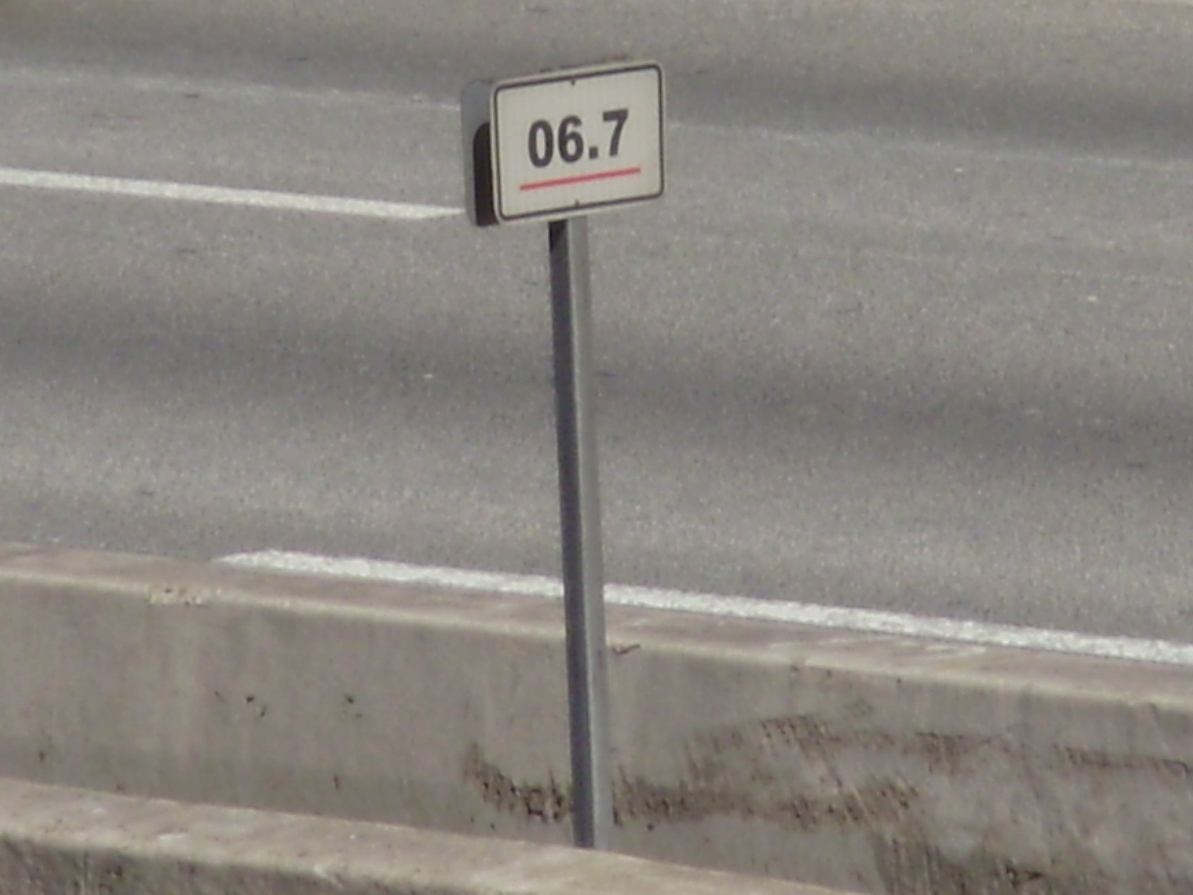
Tabliczka podająca odległość od punktu zerowego na moście Pont Amont